# Igor Kanygin
Igor Kanygin, född den 6 juni 1956 i Vitebsk, Vitryssland, är en sovjetisk brottare som tog OS-silver i lätt tungviktsbrottning i den grekisk-romerska klassen 1980 i Moskva.